# Palau dels Requesens
|  | Aquest article tracta sobre les restes del palau de Molins de Rei. Si cerqueu el palau de Barcelona, seu de la Reial Acadèmia de Bones Lletres, vegeu «Palau Requesens». |

Palau de Requesens fou un palau a la vila de Molins de Rei (al Baix Llobregat) declarat bé cultural d'interès nacional. El Palau fou manat construir per Galceran de Requesens i de Santacoloma a mitjans del segle xv. Tot i que la residència oficial de la Família Requesens fou el Palau Reial Menor de Barcelona, aquests passaven llargues temporades, especialment durant la primavera i estiu, residint en el palau de Molins de Rei. La situació i les comoditats que oferia li van permetre hostatjar reis, prínceps i altres personalitats rellevants.
Actualment l'edifici acull el Museu del Renaixement.

## Arquitectura

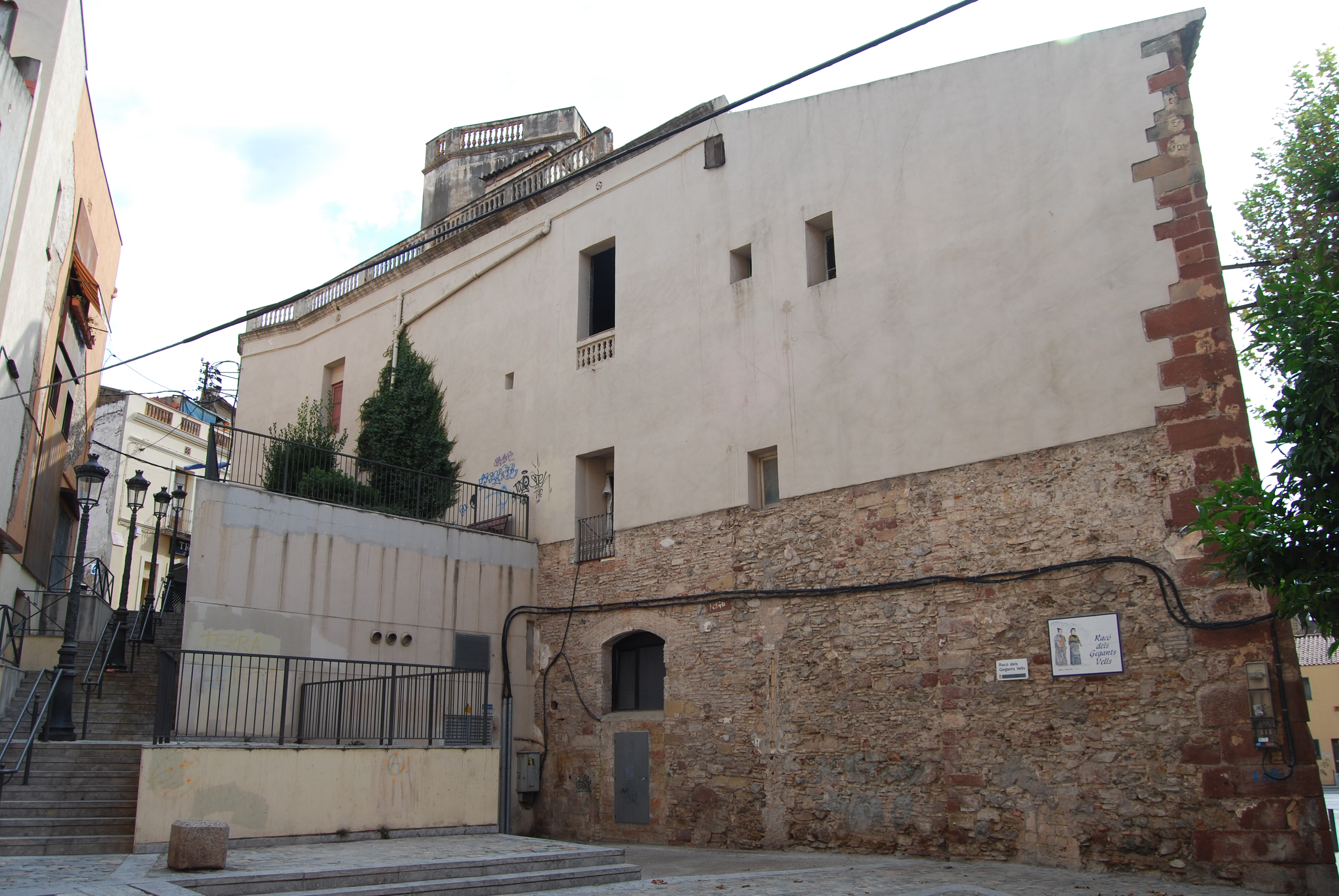
vista de la cantonada de la Façana

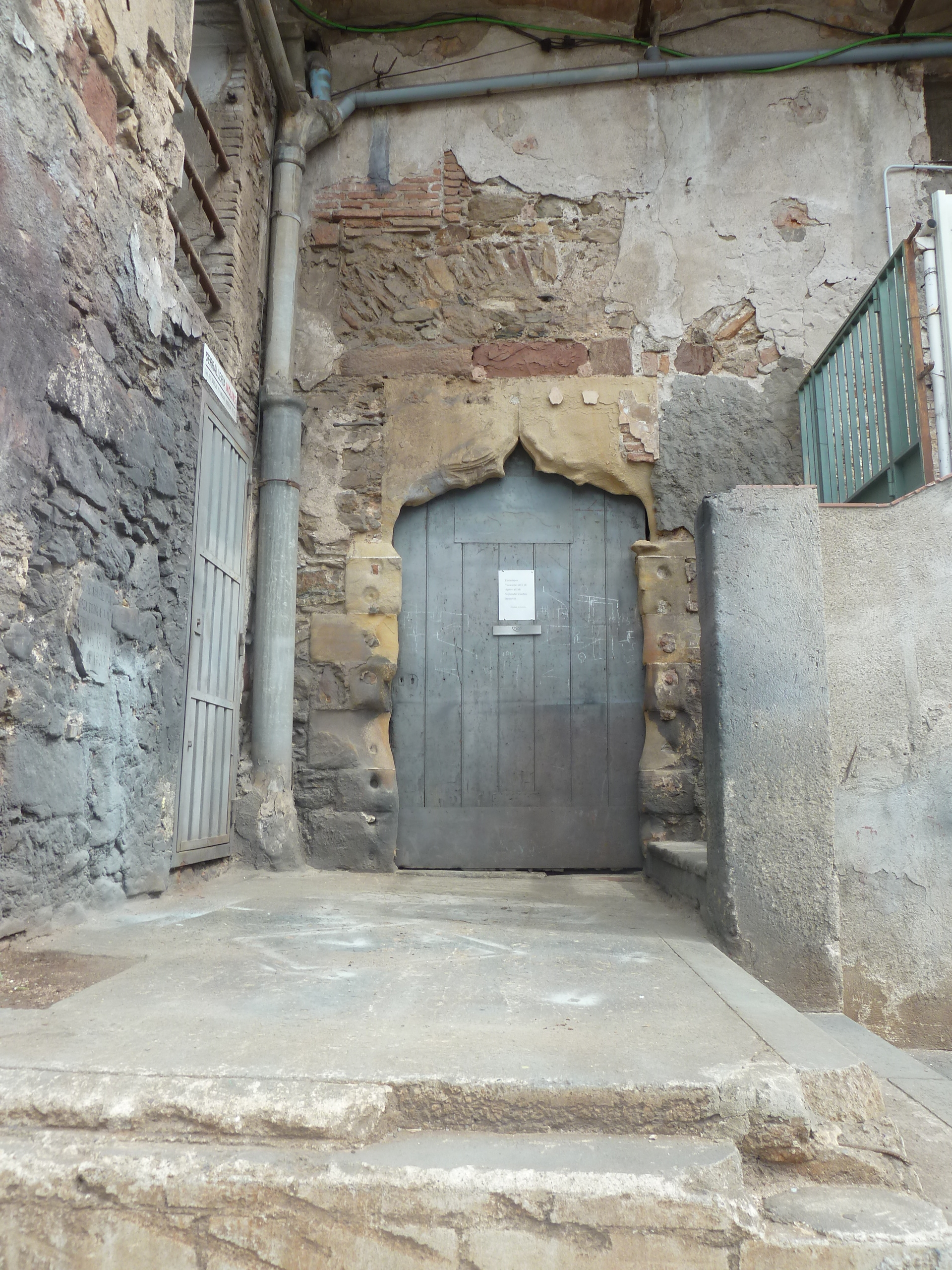
porta de la Capella

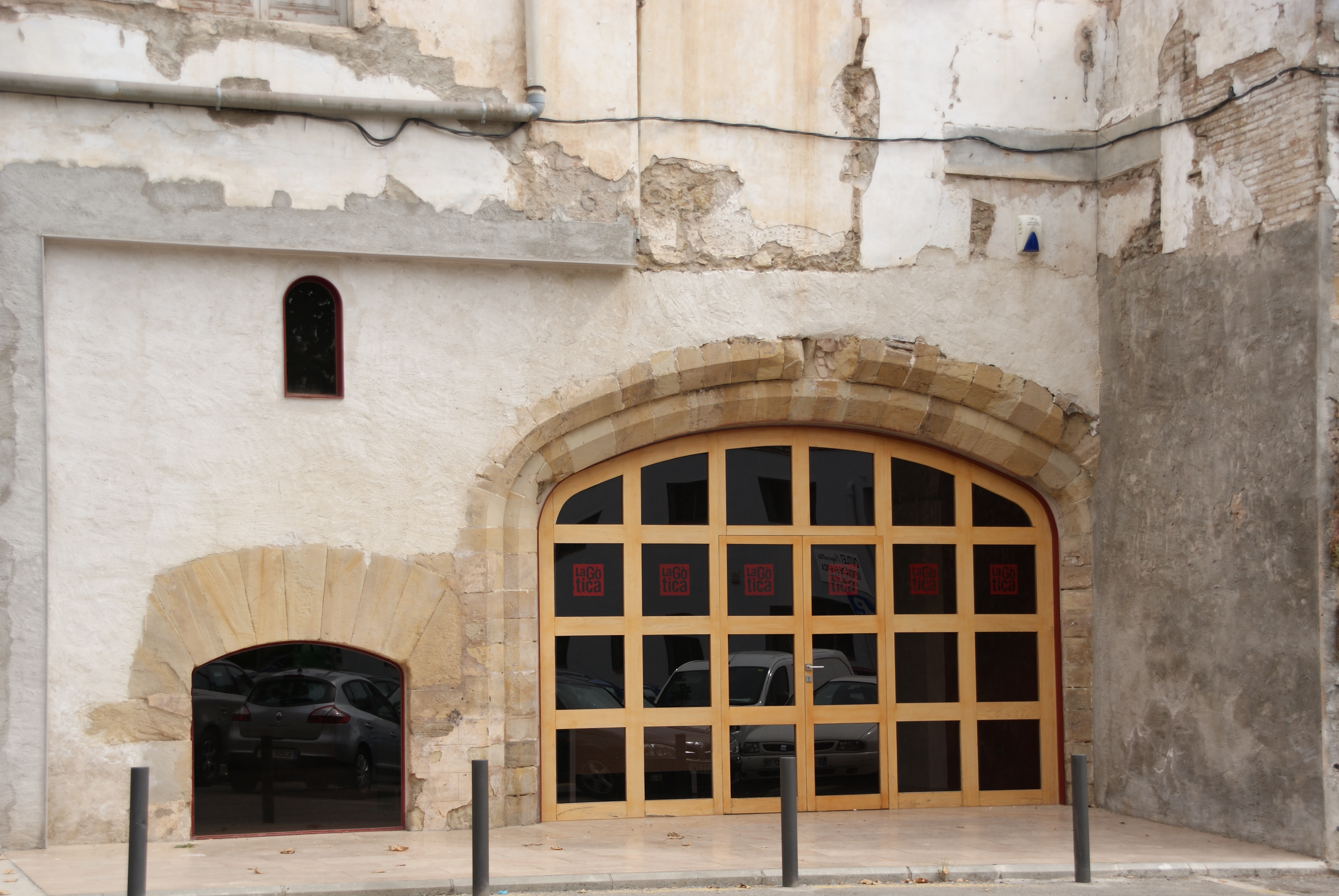
entrada sala Gòtica

El palau de Requesens no es conserva però encara queden alguns vestigis que actualment es destinen a Magatzems, tallers metal·lúrgics o soterranis per a magatzem.
La façana principal se situaria en l'actual carrer Rafael Casanova. Gràcies a una cantonada perfectament conservada, es pot dir que el palau feia aproximadament 12 metres d'alçada. Els carreus són d'una pedra vermellosa i es redueixen de dimensions a mesura que guanyen alçada. La façana feia uns 30 metres d'amplada sense comptar l'espai denominat "capella" que queda a la part dreta. En aquesta, a l'altura del primer pis, hi ha 5 finestres i al segon pis 4 finestres que es corresponen amb les inferiors.
La "capella" estava possiblement més elevada que la resta de l'edifici i tindria uns esglaons (que actualment no són visibles) davant de la porta, que és d'arc conopial.
A continuació de la capella, cap a l'esquerra de la façana, s'obren dos arcs rebaixats; per la part exterior són dos arcs superposats i a l'interior són tres. A la clau tenen un escut, un d'ells (encara i situ) no se sap a qui pertany, però l'altre (conservat al Museu Municipal de Molins de Rei) pertany a la família Requesens. El primer arc correspon a la sala contigua a la capella i s'hi comunica per una porta; en aquesta sala són visibles uns arrencaments de nervis a les cantonades on encara es poden veure uns relleus humans molt desgastats. A continuació dels arcs es conserva la llinda d'una porta o d'un gran finestral i a continuació un portal d'accés a una espaiosa nau de 7,70 metres d'amplada, 19 metres de llargada i 6 metres d'alçada. Aquesta nau està coberta per una volta sustentada per tres arcs rebaixats i al final hi ha una volta de creueria amb nervis construïts amb totxos i sense clau central. Al final d'aquesta sala un mur amaga dos cups de forma octogonal irregulars, de 2 metres d'amplada i 2,50 metres d'alçada. De la part central d'aquesta nau, a mà dreta, surt un passadís amb volta d'arc ogival.
Entre els plànols conservats en el fons de l'arxiu del Palau Requesens s'han localitzat plànols vers la finca i el palau datats entre els segles XVIII i xix. Vers l'edifici del palau se n'han localitzat cinc que corresponen a projectes previs a la parcel·lació d'aquest : dos corresponen a la planta i els tres restants als pisos superiors.
Les parets mestres defineixen una planta trapezoïdal que ofereix una organització de l'espai a través de mòduls. Un rectangle central organitza al seu entom les altres dependències. Potser aquest espai podria identificar-se amb un pati interior. A la planta baixa s'hi accedeix des de la façana que dona al carrer Rafel de Casanova alhora que comunica amb els pisos superiors per mitjà d'escales. Un dels plànols d'aquesta planta, més meticulós amb els detalls, reflecteix un espai rectangular que s'identifica amb el cub més antic (restes del celler dels Desllor) i en un dels vèrtexs del trapezi s'hi reflecteixen altres cubs de factura més moderna.
La primera planta o planta noble, s'obra a l'exterior des de la façana orientada a l'est. En el plànol estan marcades diferents escales que comuniquen amb el pis inferior i superior. En alguns d'aquest plànols s'aprecien dibuixades les línies, que marquen les parcel·lacions, sobreposades a l'estructura preexistent. En aquests documents les mesures del palau venen donades amb pams de Barcelona.
Pel que fa als dibuixos de la finca, en un dels esbossos es mostren els límits de la parcel·la del palau definint un triangle amb els carrers que aquí s'anomenen de la Baixada del Nunci, de Baix o Inferior i Superior o de Dalt. L'altre esbós ofereix el traç del triangle del predi i com en el dibuix anterior, el terreny i el palau s'han parcel·lat, però a més està numerat i s'hi fan constar els noms dels que posseeixen les parcel·les que s'obren al carrer Alfons II d'Aragó.
El palau apareix força ben delimitat i cal destacar que l'edifici té un perímetre molt més gran del que en l'actualitat es considera l'edifici del palau, arribant, com es pot constatar en el plànol, a doblar les mesures. En aquesta zona, actualment ocupada per construccions modernes, s'aprecien unes edificacions situades a l'entorn d'un espai obert i altres annexes. També hi consten dos accessos a l'exterior, un obert al carrer Alfons II d'Aragó i l'altre orientat cap a l'est. L'edifici que podríem anomenar principal del palau comunica amb aquesta part a nivell de la planta noble. Tant en el cas del palau com el predi cal tenir present, que aquests plànols i dibuixos són d'una cronologia molt avançada i que aquests molt possiblement podien haver estat molt més amplis.

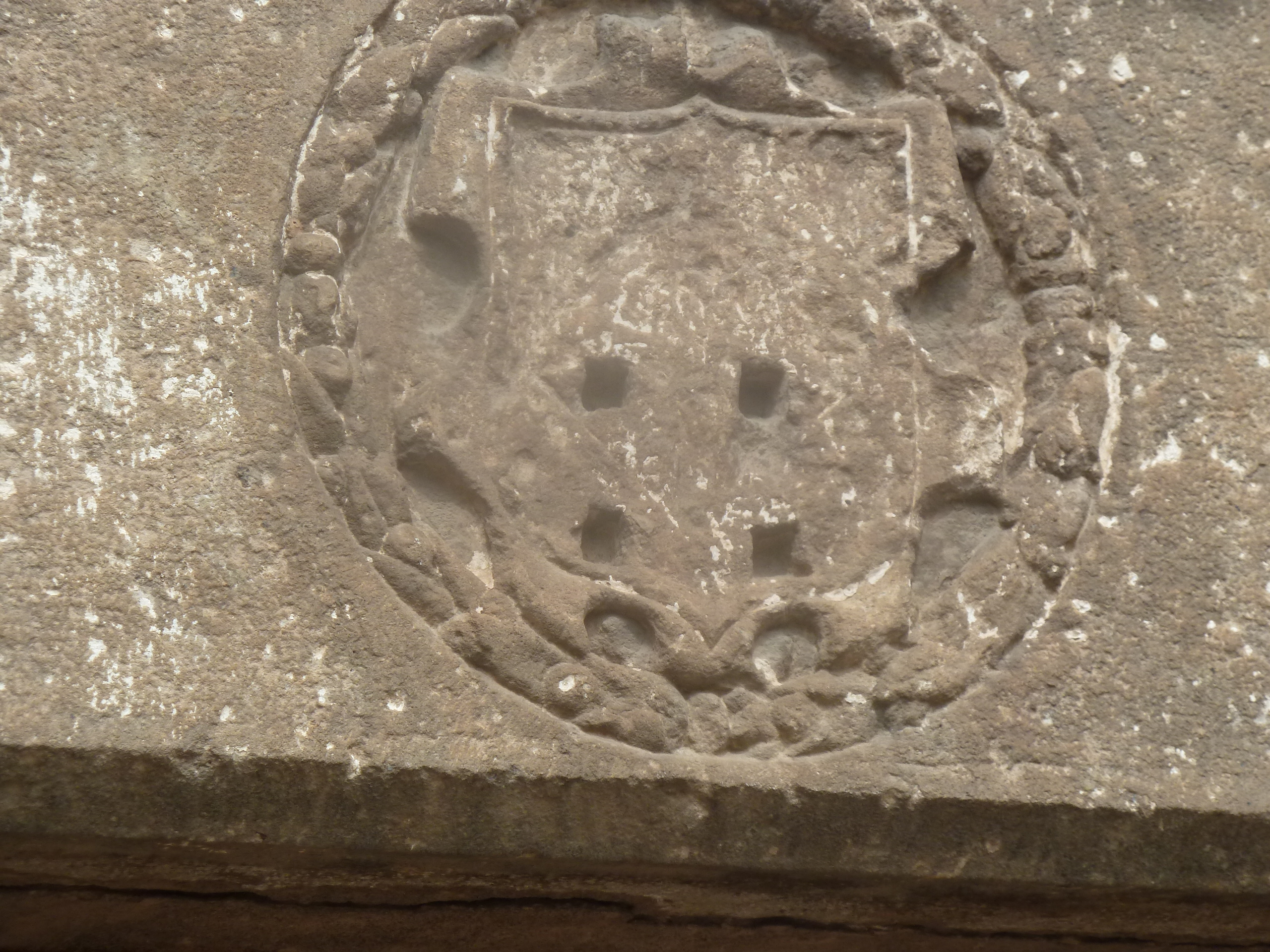
Escut a Can Mateu de la Creu

Tan desconegut com el palau és l'espai que conformava el terreny tancat que li pertanyia. Actualment poc sabem de les dimensions precises de la finca i els accessos amb què comptava. J.M. Riera la situa entre els actuals carrers: Boters, la pujada de la Font, Ignasi lglésias, l'antic camí de les Eres (o camí de Santa Creu), l'hort de can Roca, la Plaça de la Creu i el carrer Rafael de Casanova quan era camí Reial. El palau se situava, respecte a la vila històrica, en un dels seus extrems, al final del carrer de Dalt (carrer Major o Alfons II d'Aragó), referint-se a la zona compresa entra la plaça de la vila i el carrer boters. La prolongació del carrer Major fins a la plaça de la Creu es produeix a finals segle xviii i inicis del segle xix fruit de les vendes dels terrenys del predi per part dels hereus dels Requesens.
Junt amb la incertesa de les dimensions exactes del predi també se'n desconeix el nombre i la localització de les entrades a aquest. Una d'aquestes entrades s'ha volgut situar a Can Mateu de la Creu, a l'actual plaça de la Creu, donada la presència en aquesta casa d'un escut en el llinda de pedra que actualment és irreconeixible però que s'atribueix que és l'escut dels Requesens. Can mateu de la Creu és considerada part de les construccions del predi i porta d'entrada al jardí del palau si bé es desconeix si el portal un cop urbanitzada la zona s'adaptà a la casa o bé fou un portal recuperat i incorporat.

## Història
La propietat dels Requesens en aquesta vila no es limitava a l'edifici del palau si no que també tenia construccions annexes, jardins, horts i terrenys que constituïen el recinte tancat del predi del palau.
La data concreta de construcció de l'edifici del palau no és documentada, però les fonts documentals reflecteixen que fou manat construir per Galceran de Requesens i de Santacoloma (Galceran de Requesens i de Queralt) a mitjans del segle xv, sobre una petita part d'estructures anteriors que s'atribueixen al celler dels Desllor.
El palau rebrà personatges notables: El 1445 sojornaren els reis Joan II i Blanca; el 1493 ho van fer els Reis Catòlics i Cristòfol Colom; Carles I, qui fou proclamat futur emperador a Molins de Rei (30 de novembre de 1519); el 1532 ho fan l'emperadriu Isabel de Portugal i el seu fill, Felip II de Castella.
A partir de 1564, moment en què els Requesens es traslladen a Madrid, comença el declivi de l'edifici.
L'any 1808, durant la guerra del francès, el palau fou destruït i incendiat, el que restà dempeus, fou emprat per allotjar-hi soldats francesos i com hospital. el deteriorat estat de l'edifici exigia quantioses despeses per a la seva restauració, cosa que va donar pas a la posterior parcel·lació dels terrenys d'aquest palau, propietat dels marquesos de Vilafranca y de los Vélez com a descendents de la família Requesens. La parcel·lació d'aquests terrenys va propiciar la configuració de l'actual carrer Major.

## Can Mateu de la Creu
Can Mateu de la Creu és una casa pairal situada a la Plaça de la Creu, inclosa en l'Inventari del Patrimoni Arquitectònic Català. És considerada part de les construccions del predi i porta d'entrada al jardí del palau. Formada per planta baixa i dos pisos. La porta principal, emmarcada en pedra, té a la part superior l'escut dels Requesens. El primer pis, molt simple, només té finestres, el segon està format per una galeria coberta amb arcades de mig punt i que va tot al llarg d'aquest pis.

## Actualitat
Desprès d'anys on l'edifici tingué diferents usos privats i el seu interior fou dividit, finalment esdevingué propietat de l'Ajuntament de Molins de Rei, el qual, a partir de l'any 2020 inicià un ambiciós projecte de rehabilitació i recuperació, el qual culminà al 2023. Finalment, l'any 2024, obre de nou les seves portes com a Museu del Renaixent.